# Lochboisdale
Ne doit pas être confondu avec Loch Baghasdail.
Lochboisdale, en gaélique écossais Loch Baghasdail, est un village du Royaume-Uni situé en Écosse. Il est le principal village de l'île de South Uist dans les Hébrides extérieures. Il se trouve au centre du loch qui lui a donné son nom, le Loch Baghasdail. Il est relié par ferry à Castlebay sur Barra et à Oban sur la Grande-Bretagne.

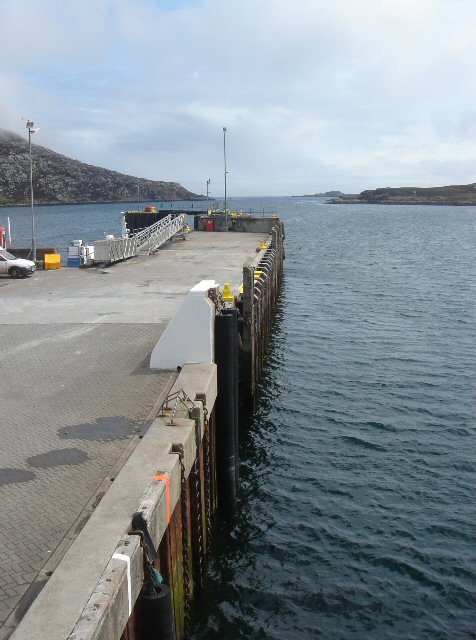
Vue de la jetée de Loichboisdale.